# Антай-дзи
Антай-дзи (яп. 安泰寺) — храм дзэн-буддистской школы Сото-сю. Расположенный в городе Синъонсен, округ Миката, на севере префектуры Хёго, в Японии. Занимает 50 гектаров в горах, недалеко от национального парка Санъин-Кайган у Японского моря. Храм принимает посетителей в летние месяцы, зимой — недоступен.

## Киотский период
Ока Сотан основал Антай-дзи в 1923 году как монастырь для изучения Сёбогэндзо. В то время он находился на севере города Киото и там занимались много выдающихся ученых-буддологов. Освобождены от воинской повинности во время Второй Мировой Войны, Кодо Саваки (1880—1965) и Косё Утияма (1912—1998) переезжают в Антай-дзи в 1949 году и делают его местом для практических занятий дзадзэн. Во время шестидесятых годов, занятия практикой дзадзэн и формальным прошениям милостыни делает имя этого маленького храма известным как в Японии, так и за рубежом.

## Север Хёго
Увеличение количества посетителей и застройка новыми домами территории вокруг храма создавали много шума, что мешало продолжать практику дзадзэн в Киото. Поэтому следующий настоятель, Ватанабэ Кохо (р. 1942), решил перенести монастырь в его текущее местоположение в Хёго. Кроме горного покоя, он также находился в поисках нового стиля жизни монастыря, который бы сделал дзэн самодостаточным. Настоятель Мияура Синю (1948—2002) продолжил защищать тихую жизнь монастыря в дзадзэн, одновременно воплощая идеал самодостаточности на практике, до своей внезапной смерти во время земельных работ с экскаватором. Его сменил его ученик, немецкий монах Мухо Ньолке (р. 1968), который сейчас настоятель храма.